# Bezafibrat
Bezafibrat ist ein Wirkstoff aus der Gruppe der Fibrate. Es senkt die Triglyceride sowie die Low Density Lipoproteine und erhöht die High Density Lipoproteine. Boehringer Mannheim führte den Wirkstoff im Jahr 1977 ein (Handelsname: Cedur).
Gleich anderen Fibraten wirkt Bezafibrat als Agonist des Peroxisom-Proliferator-aktivierten Rezeptors PPARα. Einigen Studien zufolge beeinflusst es auch die Aktivität von PPARγ und PPARδ.
Zu den häufigen Nebenwirkungen gehört Appetitlosigkeit. In seltenen Fällen traten Myopathien, akutes Nierenversagen, Schwindel und Cholestase auf. In sehr seltenen Fällen wurde auch über Rhabdomyolyse, Gallensteine und Blutbildveränderungen berichtet.
Eine neuere Behandlungsindikation, für die das Medikament aber bislang nicht offiziell zugelassen ist, zeichnet sich in der Therapie der primär biliären Cholangitis (PBC) ab. Dabei scheint es, bei erheblich geringerem Preis, eine vergleichbare Effektivität wie die Neuentwicklung Obeticholsäure aufzuweisen.